# Свети мученик Урпасијан
Свети мученик Урпасијан Никомедијски је светитељ и мученик из 4. века. 
Православна црква прославља светог Урпасијана 9.(22.) марта.
Био је достојанственик римског цара Галерија (293–311). Мученички је пострадао у граду Никомидији. Цар Галерије је прогонио хришћане који су служили у његовој војсци и на његовом двору. Урпасијан је био члан царског дома у Никомедији. Неки од бојажљивих хришћана почели су да се колебају и почели су да се из страха клањају паганским боговима, док су се  они храбрији чврсто држали до самог краја. Урпасијан се одрекао свог положаја царског слуге рекавши: „Од сада сам ратник Небеског Цара, Господа Исуса Христа”. Због тога је био ухапшен  и жив је спаљен.